# Christian Koloko
Christian Junior Koloko (ur. 20 czerwca 2000 w Duali) – kameruński koszykarz, występujący na pozycji środkowego.
17 stycznia 2024 został zwolniony przez Toronto Raptors.

## Osiągnięcia
Stan na 21 stycznia 2024, na podstawie, o ile nie zaznaczono inaczej
NCAA
- Uczestnik rozgrywek Sweet 16 turnieju NCAA (2018)
- Obrońca roku konferencji Pac-12 (2022)
- MVP turnieju Roman Main Event (2022)
- Największy postęp konferencji Pac-12 (2022)
- Zaliczony do:
  - I składu:
    - Pac-12 (2022)
    - defensywnego Pac-12 (2022)
    - turnieju Pac-12 (2022)
- Zawodnik tygodnia Pac-12 (22.11.2021)
- Lider Pac-12 w:
  - średniej bloków (2022 – 2,8)
  - liczbie:
    - bloków (2022 – 102)
    - fauli (2022 – 103)